# Hemidactylus bayonii
Hemidactylus bayonii är en ödleart som beskrevs av  Bocage 1893. Hemidactylus bayonii ingår i släktet Hemidactylus och familjen geckoödlor. Inga underarter finns listade i Catalogue of Life.